# 송다원
송다원(1996년 2월 24일 ~ )은 대한민국의 뮤지컬 배우이다.

## 방송 프로그램
- 2008년~2009년 KBS2 TV유치원 파니파니 - 윙키 역

## 뮤지컬
- 명성황후
- 애니
- 굿바이 걸
- 푸른하늘 은하수
- 국악보따리
- 뮤지컬13

## 수상
- 2005년 제17회 KBS 창작동요대회 대상 수상
- EBS 고운노래 발표회 대상 수상
- 2006년 성정전국음악콩쿨 1등
- 수리동요대회 1등